# Green Lizard
Green Lizard is van origine een band uit Tilburg (Nederland) en speelde rockmuziek, met invloeden uit de grunge, punk, hardrock en metal. De band speelde veel in het clubcircuit en bestond van 1994 tot 2008. In 2012 kondigde Green Lizard aan dat ze weer terug zijn en zijn begonnen aan een nieuwe clubtournee.

## Geschiedenis

### Ontstaan
Green Lizard werd opgericht in 1994 door de broers Remi, Willy en Brian Tjon Ajong. De band werd gecomplementeerd door Cliff Jansen en Ralph Durgaram, die beiden ook in de band The Wrong speelden. Nadat deze vervangen waren door Jan-Jaap Onverwagt en Roeland Uijtdewilligen, boekte de band in 1996 zijn eerste grote vooruitgang door de Grote Prijs van Nederland te winnen. In het najaar van 1997 brachten ze in eigen beheer een mini-cd uit met de naam The Nine die in 1998 opnieuw werd uitgebracht door het platenlabel Double T Music wat het volgende album ook uit zou brengen. De mini-cd werd geproduceerd door Jack Endino, bekend van zijn werk voor, onder andere, Nirvana en Soundgarden en werd in 9 dagen opgenomen.

### Identity
In 2000 bracht Green Lizard zijn eerste volwaardige album, Identity, uit. Dat album werd geproduceerd door Clif Norrell (bekend van onder andere Faith No More, Skunk Anansie, R.E.M., Jeff Buckley en Sting). Het album werd gepresenteerd op het poppodium 013. De videoclip voor de eerste single van dat album, Turn Around, won het Gouden Kalf. Datzelfde jaar speelde de band op het festival Pinkpop als invaller voor Moloko. In 2001 stond de band wederom op Pinkpop waarvan de live opnames gebruikt werden voor een mini-cd, die zowel los (enkel bij optredens) en als bonus-cd bij de heruitgave van Identity verscheen. De tweede single van het album werd Autumn en de videoclip dreef spot met door platenlabels gefabriceerde (boy)bands. In de clip waren gastrollen weggelegd voor leden van Kane, Krezip, Brainpower, Jiskefet e.a. Een van de nummers van Green Lizard wordt ook gebruikt door Jiskefet in de begrafenis aflevering van Multilul. In 2001 kreeg Green Lizard een Zilveren Harp uitgereikt voor Identity.
Het nummer Down werd opnieuw opgenomen. Op de nieuwe versie, Down 2K1, waren Brainpower en TLM te horen en werd uitgebracht als derde single.

### Newborn
In 2002 verscheen het tweede album Newborn, dat werd uitgebracht door platenlabel Sony, die Double T music had overgenomen. Het album werd gepresenteerd op het festival Lowlands. Ook dit album werd geproduceerd door Clif Norrell. Henry Rollins had 2 gastbijdrages; het nummer Common God, welke op het album stond, en het nummer Die Fucker wat de B-kant vormde van de eerste single van het album Wrong. De 4 versies van de tweede single voor Mouthfull vormden samen een livealbum, opgenomen in 013 en het Patronaat.
In 2004 eindigde hun contract by Sony en begon de band in alle rust nummers te schrijven voor hun derde plaat. Daarnaast speelden de bandleden in andere projecten, zoals Jaya The Cat en The Original Soundtrack.
In 2005 werd Newborn in heel Europa uitgebracht, met een bonus-cd waarop een aantal clips, filmpjes en nummers van Identity stonden. In januari dat jaar werd de laatste show gespeeld met gitarist Willy Tjon Ajong. Tijdens een emotionele show in de Paradiso nam band en publiek afscheid van hem. Met hem verdween ook het nummer Ceilito Lindo uit het repertoire. De show werd opgenomen door Fabchannel en was online te bezichtigen.

### Las Armas Del Silencio
Op 13 februari 2006 bracht Green Lizard het derde album uit, getiteld Las Armas Del Silencio. Het album werd in Nederland opgenomen en afgemixt in Los Angeles door Clif Norrell. Het album werd uitgebracht door I Scream Records, waar ook bands als Agnostic Front en Backfire! bij zaten. De eerste single, One Minute, kwam eerder uit dan het album en was een split-ep met de Belgische punk band Janez Detd.. Beide bands voegden twee nummers toe, het andere Green Lizard nummer daarop is All You Have. Op 5 mei van dat jaar werd het album in heel Europa uitgebracht. In 2007 verscheen het album ook in de Verenigde Staten. In juli tekende Green Lizard bij het wereldwijde boekingskantoor TKO Agency, die bands vertegenwoordigd als Motörhead, Ministery en Life Of Agony. Zo kwam de band onder andere terecht op het Hongaarse Sziget-festival. Speciaal voor dit festival bracht de band een split single met The Gathering uit. De bijdrage van Green Lizard was het nummer Walk Over Water.

### Einde van de band?
In maart 2007 werd bekend dat drummer Uijtdewilligen de band ging verlaten. Het jarenlange drummen had zijn fysieke sporen achtergelaten en met opkomende tournees door binnen- en buitenland besloot hij de drumstokjes neer te leggen in deze band. Wel speelde hij door in de folkband We Nun Henk. Op 1 april, tijdens het festival Fret-A-Live, speelde Uijtdewillige zijn laatste show in de Melkweg te Amsterdam, waarbij gitarist Willy nog een nummer meespeelde.
Jasper Dankaart, bekend van Agresion, werd de nieuwe drummer, na Bram van de Berg (Krezip), die tijdelijk inviel.
In het najaar begon de band met het schrijven van hun vierde album, totdat in november bekend werd dat bassist Onverwagt de band na dertien jaar verliet. Als gevolg hiervan besloot de band, in januari 2008, te stoppen.

### Terugkeer
10 september 2012 meldde de band op hun Facebookpagina dat ze weer bij elkaar zijn. Er kwam een nieuwe clubtournee, samen met de emocoreband Face Tomorrow, die tijdens deze tournee afscheid nam.
De single "Junior" staat ook op de  Converse mixtape 5 Rock. De band heeft twee nieuwe bandleden, Axel van Oort op bas en Jochem van Rooijen op drums.

### Nirvana
De band heeft een grote voorliefde voor Nirvana. In 2002 tourde de band onder de vlag van de Marlboro Flashbacks door Nederland met een Flashback To Nirvana. Op 10 september 2002 speelden ze in Stairway To Heaven, het café van Henk Westbroek.
In 2016 deden ze opnieuw 3 shows als  ode aan Nirvana, door samen met Silver Surfing Rudeboy (zanger/rapper Urban Dance Squad) het 25 jaar oude album Nevermind op te voeren. Dit groeide uit tot een (uitverkochte) club tour in het najaar van 2017. De samenwerking met Silver Surfering Rudeboy beviel zo goed dat de samenwerking in 2018, 2019 en 2020 doorging onder de naam Tribute to the Nineties ft. Rudeboy & Green Lizard.

## Reputatie
Green Lizard staat bekend om zijn energieke liveshows. De band heeft dan ook heel wat getoerd; samen met bands als The Gathering, Krezip, Brainpower, Agresion, Soda P, The League of XO Gentlemen, The Riplets, San Andreas, Cooper en shows met internationale acts als Alien Ant Farm, Papa Roach, Dredg, Deftones, The Rasmus en Living Colour en hebben ze op onder andere festivals als Pinkpop, Lowlands, Roskilde, Vans Warped Tour gespeeld.

## Bezetting
Green Lizard bestaat uit:
- Remi Tjon Ajong - zanger
- Brian Tjon Ajong - gitarist
- Willy Tjon Ajong - gitarist (1994-januari 2005, ?-)
- Jan-Jaap 'Jay' Onverwagt - bassist (1996-november 2007, 2024-)
- Roeland 'Roela' Uijtdewilligen - drummer (1996-april 2007, 2024-)

### Overige bandleden
- Cliff Jansen - bassist (1994-1996)
- Ralph Durgaram - drummer (1994-1996)
- Bram van de Berg - drummer (april 2007)
- Jasper Dankaart - drummer (april 2007 tot januari 2008)
- Axel van Oort - bassist
- Jochem van Rooijen - drummer

## Discografie

### Albums
- 2000: Identity
- 2001: Identity (heruitgave met Pinkpop 2001 live-ep)
- 2002: Newborn
- 2005: Newborn (heruitgave met bonusdisc voor pc + met nummers van Identity en videoclips)
- 2006: Las Armas Del Silencio

### Ep's
- 1997: The Nine EP
- 2001: Down 2k1 Pinkpop 2001 live EP
- 2005: One Minute split EP (met Janez Detd.)
- 2018: Check (ep)

### Singles
- 2000: Turn Around
- 2001: Autumn
- 2001: Down 2k1
- 2002: Wrong
- 2003: Mouthful
- 2006: Walk Over Water
- 2006: Walk Over Water (split single met The Gathering)
- 2012: Junior
- 2014: On fire
- 2016: Closer
- 2018: Smile on mondays